# NGC 7395
NGC 7395 is een lensvormig sterrenstelsel in het sterrenbeeld Hagedis. Het hemelobject werd op 21 augustus 1873 ontdekt door de Franse astronoom Édouard Jean-Marie Stephan.

## Synoniemen
- UGC 12216
- MCG 6-50-6
- ZWG 515.8
- NPM1G +36.0497
- PGC 69861